# Karel (voornaam)
Karel is een voornaam van Germaanse afkomst en betekent hetzelfde als kerel (een niet-adellijke vrije man).
Andere vormen van de naam zijn Karl, Carl, Charel, Charles, Charlie, Carlo, Carolus, Carlos, Karol, Carol, Carel, Sjarel.
Evenals de persoonsnaam Caesar, die thans voortleeft als keizer, is de naam Karel een aanduiding voor een vorst geworden. Het Russische woord voor koning is namelijk korol (spreek uit ka-ROL).
De naam Karel kan betrekking hebben op vele personen:

## Historische naamdragers
- Karel I / II / III / IV / V / VI / VII / VIII / IX / X / XI / XII / XIII / XIV / XV  (koningen, groothertogen en andere adellijke personen)
- bekende dragers van deze naam zijn onder meer:
  - Karel de Grote (ca. 742-814), koning en keizer der Franken (768-814) en keizer (800-814)
  - Karel de Jongere (ca. 772-811), zoon van Karel de Grote, aangewezen als koning van Neustrië
  - Karel de Kale (823-877), koning der West-Franken (843-877) en keizer (875-877)
  - Karel III de Dikke (839-888), koning van Italië (879-888), Oost-Francië (882-888) en West-Francië (884-888) en keizer (881-888)
  - Karel de Eenvoudige (879-929), koning van West-Francië (898-922) en Lotharingen (911-923)
  - Karel de Goede (+1127), graaf van Vlaanderen (1119-1127)
  - Karel VII van Zweden (+1167), koning (1161-1167)
  - Karel van Anjou (1226-1285), koning van Napels (1262-1285) en Sicilië (1262-1282)
  - Karel II van Napels (1254-1309), koning van Napels (1294-1302), Sicilië en Jeruzalem
  - Karel IV van Frankrijk (1294-1328), koning van Frankrijk (1322-1328)
  - Keizer Karel IV (1316-1378), koning van Bohemen (1347-1378) en koning (1347-1378) en keizer (1355-1378) van het Heilige Roomse Rijk
  - Karel II van Navarra (1332-1387), koning van Navarra (1349-1387)
  - Karel V van Frankrijk (1337-1380), koning van Frankrijk (1364-1380)
  - Karel II van Hongarije (1345-1386), koning van Napels en van Hongarije (1385-1386)
  - Karel VI van Frankrijk (1368-1422), koning van Frankrijk (1380-1422)
  - Karel VII van Frankrijk (1403-1461), koning (1422-1461)
  - Karel VIII van Zweden (1408-1470), koning van Zweden (1448-1457, 1464-1465, 1467-1470)
  - Karel de Stoute (1433-1477), hertog van Bourgondië (1467-1477)
  - Karel VIII van Frankrijk (1470-1498), koning van Frankrijk (1483-1498)
  - Keizer Karel V (1500-1558), hertog van Bourgondië (1515-1558), koning van Spanje (1517-1556) en keizer van het Heilige Roomse Rijk (1519-1558)
  - Karel IX van Frankrijk (1550-1574), koning van Frankrijk (1560-1574)
  - Karel II van Oostenrijk (1540-1590), aartshertog van Oostenrijk (1564-1590)
  - Karel IX van Zweden (1550-1611), koning van Zweden (1604-1611)
  - Karel I van Engeland (1600-1649), koning van Engeland, Schotland en Ierland (1625-1649)
  - Karel X Gustaaf van Zweden (1622-1660), koning van Zweden (1654-1660)
  - Karel II van Engeland (1630-1685), koning van Engeland, Schotland en Ierland (1642/1660-1685)
  - Karel XI van Zweden (1655-1697), koning van Zweden (1660-1697)
  - Karel II van Spanje (1661-1700), koning van Spanje (1665-1700)
  - Karel XII van Zweden (1682-1718), koning van Zweden (1697-1718)
  - Keizer Karel VI (1685-1740), keizer van het Heilige Roomse Rijk (1711-1740)
  - Keizer Karel VII Albrecht (1697-1745), keizer van het Heilige Roomse Rijk (1742-1745)
  - Karel III van Spanje (1716-1788), koning van Spanje (1759-1788)
  - Karel IV van Spanje (1748-1819), koning van Spanje (1788-1808)
  - Karel XIII van Zweden (1748-1818), koning van Zweden en Noorwegen (1809-1818)
  - Karel X van Frankrijk (1757-1836), koning van Frankrijk (1824-1830)
  - Karel XIV Johan van Zweden (1763-1844), koning van Zweden (1818-1844)
  - Karel XV van Zweden (1826-1872), koning van Zweden (1859-1872)
  - Karel I van Portugal (1863-1908), koning van Portugal (1889-1908)
  - Karel I van Oostenrijk (1887-1922), keizer van Oostenrijk en koning van Hongarije (1916-1918)

## Enkele naamdragers
- Karel Appel, Nederlands kunstschilder
- Charles Agius, voormalig voetbalscheidsrechter uit Malta
- Charles Aznavour, Franse zanger
- Carl Ph. E. Bach, Duits componist
- Charles Baudelaire, Franse dichter
- Carolus Borromeus, voormalig aartsbisschop van Milaan
- Karel Doorman, Nederlands militair
- Carl Douglas, Jamaicaans zanger
- Karel Eykman, Nederlands schrijver
- Charles de Foucauld, Franse trappist
- Charles de Gaulle, Frans politicus
- Karel Gott, Tsjechisch schlagerzanger
- Charles Gounod, Franse componist

- Karel van de Graaf, voormalig Nederlands televisiepresentator
- Carl Linnaeus, Zweeds natuuronderzoeker
- Karel Prior, Nederlands radiomaker
- Karel van het Reve, Nederlands schrijver
- Carl Rogers, Amerikaans psycholoog
- Karel Vingerhoets, Belgisch acteur
- Karel Vuursteen, Nederlands ondernemer
- Karel Van Wijnendaele, Belgisch journalist
- Karol Wojtyła, Poolse paus
- Charles III, koning van het Verenigd Koninkrijk
- Charles Leclerc, Monegaskisch Formule 1 coureur
- Carlos Sainz jr., Spaans Formule 1 coureur

## Enkele fictieve naamdragers
- Karel Paardepoot (Disney)
- Charlie Harper (Two and a Half Men)
- Charlie Wemel (Harry Potter)

## Lijst van Karels op geboortejaar
- 676 - Karel Martel
- 742 - Karel de Grote
- 823 - Karel de Kale (Karel II)
- 879 - Karel de Eenvoudige
- 1080 - Karel de Goede
- 1248 - Karel II van Napels
- 1332 - Karel II van Navarra (=Karel de Slechte)
- 1401 - Karel I van Bourbon
- 1433 - Karel de Stoute
- 1434 - Karel II van Bourbon
- 1467 - Karel van Gelre (=Karel van Egmond)
- 1489 - Karel van Bourbon-Vendôme
- 1490 - Karel III van Bourbon
- 1500 - Karel V
- 1622 - Karel Dujardin (Zie ook: Gouden Eeuw, Personen)
- 1630 - Karel II van Engeland
- 1661 - Karel II van Spanje
- 1682 - Karel XII (koning van Zweden)
- 1691 - Karel van den Abeele
- 1716 - Karel III van Spanje
- 1824 - Karel Verlat
- 1830 - Karl Goldmark
- 1837 - Karel Callebert
- 1852 - Karel Klinkenberg
- 1855 - Karel Cogge
- 1863 - Karel Baxa
- 1878 - Karel van de Woestijne (Zie: August Beernaertprijs)
- 1879 - Karel van den Oever (Zie: August Beernaertprijs)
- 1890 - Karel Čapek
- 1893 - Carol II

- 1893 - Karel Lotsy
- 1889 - Karel Doorman
- 1903 - Karel Miljon
- 1903 - Karel van België
- 1906 - Karel Jonckheere (Zie: Dichter)
- 1914 - Karel Kaers
- 1920 - Carel van Parreren
- 1920 - Karol Józef Wojtyla
- 1920 - Karel Poma
- 1920 - Karel Verleye
- 1921 - Karel Appel
- 1921 - Karel van het Reve
- 1930 - Karel Hugo van Bourbon-Parma (Prins van Bourbon-Parma)
- 1934 - Karel Zeefuik
- 1938 - Karel Verleyen
- 1939 - Karel Gott
- 1941 - Karel Vuursteen
- 1949 - Karel Lismont (Zie: Marathon (sport))
- 1952 - Karel Pinxten (politicus)
- 1954 - Karel De Gucht
- 1957 - Karel Declercq
- 1960 - Karel Erjavec
- 1972 - Karel Poborský
- 1973 - Karel van der Weide
- 1978 - Karel Klaver